# Мусалар
Мусалар эфенди (XVIII век — 1791, Таврическая область) — последний муфтий Крымского ханства, первый муфтий Таврической области.
В указе Екатерины II светлейшему князю Г. А. Потемкину, от 28 июня 1783 года говорилось, что необходимо «определить надлежащее и нескудное содержание мечетям и служащим в оных школах их и на другие тому подобные полезные дела». Мусульман Крыма на тот момент возглавляли муфтий Мусалар эфенди и кадиаскер Сеит Мегмет эфенди. Именным указом они были переутверждены в своих должностях 24 апреля 1784 года. Им устанавливалось жалованье из местных доходов. Мусалар эфенди полагалось по 2.000 рублей в год, а Сеит Мегмет эфенди — 1.500 рублей.
Умер Мусалар эфенди в 1791 году.